# Jarosław Zając
Jarosław Zając (ur. 8 czerwca 1966) – polski piłkarz grający na pozycji napastnika, trener piłkarski.

## Kariera piłkarska i trenerska
W sezonach 1993/1994 i 1994/1995 w I lidze w barwach Stali Stalowa Wola rozegrał 49 spotkań, strzelając 3 bramki. Jako trener szkolił zespoły juniorów Osimo Ancona (Włochy) oraz Stali Stalowa Wola. Jego pierwszym seniorskim zespołem była od sezonu 2008/2009 Siarka Tarnobrzeg. W pierwszym sezonie pracy awansował do III ligi. W 2012 został trenerem Polonii Przemyśl.